# Kurt Wiesendanger
Tim Kurt Wiesendanger (* 1964 in Uster) ist ein Schweizer Psychotherapeut und Buchautor. Er ist auf die Thematik LGBTI-Patienten spezialisiert.

## Leben und Wirken
Aufgewachsen in Uster, absolvierte er zunächst eine Ausbildung bei der SBB, 1990 holte er die Maturität auf dem zweiten Bildungsweg nach und studierte Psychologie, Psychopathologie und Pädagogik, 1996 absolvierte er den Master. Er leistete Praktika und arbeitete in psychiatrischen Kliniken in Meilen, Basel, Pfäfers sowie Berlin.
1998 wurde Wiesendanger an der Universität Basel bei Professor Udo Rauchfleisch zum Dr. Phil promoviert. 2002 absolvierte er eine Ausbildung zum Fachpsychologen für Psychotherapie und Gesprächstherapeuten nach Carl Rogers und ist damit der Humanistischen Psychologie verpflichtet. 
Wiesendanger ist Spezialist für die Arbeit mit Schwulen, Lesben, Bisexuellen und Transsexuellen Menschen auf dem Gebiet der Psychotherapie.
Seit 1998 praktiziert er in Zürich in einer eigenen Praxis.

## Werke

### Eigene Publikationen
- Schwule, Lesben in Psychotherapie, Seelsorge und Beratung. Ein Wegweiser. Verlag Vandenhoeck und Ruprecht, Göttingen 2001, ISBN 3-525-45878-9.
- Vertieftes Coming out. Schwules Selbstbewusstsein jenseits von Hedonismus und Depression. Verlag Vandenhoeck und Ruprecht, Göttingen 2005, ISBN 3-525-46232-8.
- Das Kind im schwulen Mann. In seelischen Krisen zum wahren Selbst finden. Verlag Vandenhoeck und Ruprecht, Göttingen 2010, ISBN 978-3-525-40163-7.
- Befreiter schwuler Eros. Unbewusstes beim Sex. Verlag Books on Demand, Norderstedt 2014, ISBN 978-3-7386-0141-1.
- Abschied vom Mythos Monogamie. Wege zur authentischen Beziehungsgestaltung. Querverlag, Berlin 2018, ISBN 978-3-89656-264-7.

### Gemeinschaftspublikationen
- Gleich und doch anders. Psychotherapie und Beratung von Schwulen, Lesben und Bisexuellen und ihren Angehörigen. (zusammen mit Udo Rauchfleisch, Gottfried Wasser, Wolfgang Roth, Jacqueline Frossard). Klett und Cotta Verlag, Stuttgart 2002, ISBN 3-608-94236-X.